# Смородина чёрная 'Бердчанка'
'Бердчанка' — сорт чёрной смородины среднего срока созревания, выведенный на Новосибирской зональной плодово-ягодной опытной станции.

## Происхождение
Сорт 'Бердчанка' был выведен селекционерами А. И. Дегтярёвой, А. А. Потапенко и А. А. Христо на Новосибирской зональной плодово-ягодной опытной станции имени И. В. Мичурина путём скрещивания сортов 'Алтайская десертная' и 'Дружная'. В 1990 году сорт включили в Госреестр сортов.

## Характеристика
Сорт среднего срока созревания, урожайный и самоплодный (73-84 ц/га), обладает достаточной зимостойкостью, однако при возвращении холодной погоды возможно повреждение плодовых почек на 2,1 балла, подходит для механизированной уборки.
Приблизительная длина кистей — 9,0-10,0 см, размер ягод — 2,1 г, с тонкой кожицей, одномерные; лист среднего размера, морщинистый, зеленый и блестящий.
Ягоды ароматные, обладают хорошим кисло-сладким вкусом.
Содержание аскорбиновой кислоты — 132,1 мг/100 г, антоцианов — 606,5 мг/100 г, катехинов — 589,0 мг/100 г. Кислотность — 2,6%, сумма сахаров — 10,8%.
Достоинства: устойчивость к почковому клещу и мучнистой росе, высокая зимостойкость.
Недостатки: Восприимчивость к септориозу и рябухе.

## Применение
Используется для «сырого» варенья и в свежем виде.

## Распространение
Сорт распространён в Западно-Сибирском и Восточно-Сибирском регионах.